# Hypnum decipiens
Hypnum decipiens là một loài Rêu trong họ Hypnaceae. Loài này được Hoffm. ex Brid. mô tả khoa học đầu tiên năm 1801.